# Senatori della XXI legislatura del Regno d'Italia
Elenco dei senatori della XXI legislatura del Regno d'Italia nominati dai re Umberto I e Vittorio Emanuele III divisi per anno di nomina.

## Nominati in legislature precedenti ancora in carica

### Nominati nella XX legislatura
- Enrico Accinni (fino al 24 maggio 1904)
- Giulio Adamoli
- Nunzio Aula
- Fiorenzo Bava Beccaris
- Felice Borghese
- Annibale Brandolin (fino al 23 dicembre 1901)
- Carlo Buttini (fino al 7 luglio 1901)
- Carlo Cantoni
- Giuseppe Carle
- Severino Casana
- Antonio Cefaly
- Carlo Cerruti
- Pietro Cotti
- Felice D'Errico (fino al 25 agosto 1901)
- Abele Damiani
- Errico De Renzi
- Saverio Fava
- Pietro Gamba (fino al 14 ottobre 1903)
- Carlo Lanza
- Giuseppe Lanzara
- Ulderico Levi
- Giuseppe Majelli
- Vincenzo Massabò
- Carlo Mazzolani
- Luigi Miceli
- Giuseppe Mirri
- Eugenio Oliveri
- Salvatore Parpaglia
- Erasmo Piaggio
- Ugo Pisa
- Luigi Roux
- Francesco Schupfer
- Ottavio Serena

### Nominati nella XIX legislatura
- Carlo Astengo
- Roberto Barracco
- Martino Beltrani Scalia
- Adeodato Bonasi
- Francesco Buonamici
- Felice Napoleone Canevaro
- Antonio Cardarelli
- Antonino D'Antona
- Antonio D'Arco
- Ernesto De Angeli
- Scipione Di Blasio (fino all'11 gennaio 1901)
- Donato Di Marzo
- Edoardo Driquet
- Antonio Emo Capodilista
- Giovanni Faldella
- Giacomo Malvano
- Antonio Mordini (fino al 14 luglio 1902)
- Baldassarre Odescalchi
- Paolo Orengo
- Clemente Pellegrini
- Leone Pelloux
- Luigi Gerolamo Pelloux
- Tullio Pinelli
- Emilio Ponzio Vaglia
- Fabrizio Ruffo
- Piero Strozzi
- Diego Tajani
- Domenico Trigona di Sant'Elia
- Giangiacomo Trivulzio (fino al 9 luglio 1902)
- Pietro Vacchelli

### Nominati nella XVIII legislatura
- Michele Amato Pojero
- Ferdinando Avogadro di Collobiano (fino al 5 ottobre 1904)
- Giacomo Balestra
- Francesco Saverio Bianchi
- Alberto Blanc (fino al 31 maggio 1904)
- Annibale Boni
- Bartolomeo Borelli
- Emanuele Borromeo
- Giuseppe Carnazza Amari
- Luigi Chiala (fino al 27 aprile 1904)
- Bonaventura Chigi Zondadari
- Francesco Compagna
- Francesco Cucchi
- Emanuele D'Adda
- Vincenzo D'Anna (fino al 27 giugno 1902)
- Paolo D'Oncieu de la Bâtie
- Michelangelo De Cesare
- Ippolito De Cristofaro
- Giuseppe De Simone (fino al 7 gennaio 1902)
- Paolo Beccadelli di Bologna
- Luigi Di Gropello Tarino (fino al 7 giugno 1904)
- Benedetto Di San Giuseppe
- Ulisse Dini
- Eugenio Faina
- Annibale Ferrero (fino al 7 agosto 1902)
- Felice Garelli (fino al 17 gennaio 1903)
- Giuseppe Garneri
- Gaetano Giorgio Gemmellaro (fino al 16 marzo 1904)
- Giorgio Giorgi
- Giovanni Lucchini
- Filippo Mariotti
- Alceo Massarucci
- Luigi Medici
- Nicolò Melodia
- Camillo Mezzanotte
- Carlo Municchi
- Niccolò Nobili (fino al 5 novembre 1900)
- Giovanni Oddone
- Giovanni Pavoni (fino al 26 settembre 1903)
- Augusto Peiroleri
- Nicola Polvere
- Leopoldo Puccioni (fino al 12 agosto 1901)
- Girolamo Rossi Martini
- Michele Sambiase Sanseverino
- Francesco Santamaria-Nicolini
- Carmine Senise
- Giuseppe Sensales (fino al 25 maggio 1902)
- Francesco Siacci
- Angelo Spera (fino al 13 luglio 1902)
- Giuseppe Speroni
- Federico Costanzo Spinola
- Filippo Teti (fino al 25 dicembre 1902)
- Carlo Tranfo
- Cesare Zanolini (fino al 30 luglio 1902)
- Alessandro Asinari di San Marzano
- Alfonso Doria Pamphili
- Domenico Primerano
- Urbano Rattazzi iuniore

### Nominati nella XVII legislatura
- Giacomo Armò
- Augusto Baccelli
- Ludovico Bettoni (fino al 22 maggio 1901)
- Giulio Bizzozero (fino all'8 aprile 1901)
- Pietro Blaserna
- Giovanni Bombrini
- Eugenio Bonvicini
- Vincenzo Stefano Breda (fino al  4 gennaio 1903)
- Nicola Bruni Grimaldi
- Giuseppe Cadenazzi
- Andrea Calenda di Tavani (fino al 4 agosto 1904)
- Giovanni Camerini
- Giovanni Capellini
- Giosuè Carducci
- Giuseppe D'Alì
- Arcangelo De Castris
- Marcello De Mari
- Giulio De Rolland (fino al 17 febbraio 1901)
- Antonino Di Prampero
- Giacomo Doria
- Raffaele Faraggiana
- Alessandro Fè d'Ostiani
- Giuseppe Gattini
- Edoardo Ginistrelli
- Francesco Gloria (fino al 13 settembre 1902)
- Giacinto Guglielmi
- Ottavio Morisani
- Roberto Morra di Lavriano e della Montà
- Gaetano Negri (fino al 31 luglio 1902)
- Lazzaro Negrotto Cambiaso (fino al 1 marzo 1902)
- Costantino Nigra
- Giovanni Battista Pagano Guarnaschelli
- Emilio Pascale (fino al 16 marzo 1904)
- Emanuele Paternò
- Cesare Ricotti Magnani
- Augusto Righi (fino al 29 gennaio 1902)
- Angelo Rossi
- Pietro Salis (fino al 31 marzo 1901)
- Giacinto Scelsi (fino al 6 maggio 1902)
- Nicola Sole (fino al 28 agosto 1901)
- Rinaldo Taverna
- Augusto Albini
- Olinto Barsanti
- Enrico Bottini (fino all'11 marzo 1903)
- Galeazzo Calciati (fino all'8 agosto 1900)
- Antonio Cappelli (fino al 1 dicembre 1902)
- Gaetano Caracciolo
- Cesare Cerruti
- Domenico Coletti
- Domenico Comparetti
- Pasquale Cordopatri
- Floriano Del Zio
- Carlo Gallozzi (fino all'11 febbraio 1903)
- Giuseppe Greppi
- Corrado Lancia di Brolo
- Galeazzo Massari (fino al 22 ottobre 1902)
- Niccolò Papadopoli
- Edoardo Porro (fino al 18 luglio 1902)
- Felice Rignon
- Giuseppe Saredo (fino al 29 dicembre 1902)
- Ludovico Trotti
- Giulio Vigoni

### Nominati nella XVI legislatura
- Giovanni Barracco
- Ignazio Boncompagni Ludovisi
- Gabriele Bordonaro
- Vincenzo Calenda di Tavani
- Carlo Cesarini
- Zeffirino Faina
- Salvatore Fusco
- Francesco Medici (fino al 5 febbraio 1903)
- Domenico Morelli (fino al 13 agosto 1901)
- Tancredi Mosti Trotti Estense (fino al 16 maggio 1903)
- Carlo Petri
- Leonardo Roissard de Bellet (fino all'11 febbraio 1901)
- Guido San Martino Valperga
- Nicola Schiavoni Carissimo
- Bernardino Serafini
- Giorgio Sonnino
- Luigi Sormani Moretti
- Vincenzo Tittoni
- Emilio Visconti Venosta
- Graziadio Isaia Ascoli
- Giuseppe Borgnini
- Domenico Carutti di Cantogno
- Giovanni Codronchi Argeli
- Fabrizio Colonna Avella
- Ambrogio Doria
- Francesco Durante
- Pietro Ellero
- Filiberto Frescot
- Calcedonio Inghilleri
- Giulio Monteverde
- Donato Morelli (fino al 9 ottobre 1902)
- Vincenzo Pace (fino al 14 giugno 1901)
- Pier Desiderio Pasolini
- Saladino Saladini Pilastri
- Cesare Saluzzo di Monterosso
- Giovanni Schiaparelli
- Giovanni Secondi (fino al 17 ottobre 1902)
- Francesco Todaro
- Bernardo Tolomei
- Piero Torrigiani
- Diogene Valotti
- Guido Visconti di Modrone (fino al 15 novembre 1902)

### Nominati nella XV legislatura
- Tommaso Corsini
- Michele Fazioli (fino al 13 marzo 1904)
- Francesco Paternostro
- Spirito Riberi
- Ernesto Balbo Bertone di Sambuy
- Carlo Guerrieri Gonzaga
- Augusto Pierantoni
- Francesco Lanza Spinelli di Scalea
- Angelo Messedaglia (fino al 5 aprile 1901)
- Domenico Bonaccorsi di Casalotto
- Giuseppe Gerbaix de Sonnaz
- Pasquale Villari
- Pasquale Valsecchi (fino al 13 settembre 1900)

### Nominati nella XIV legislatura
- Luigi Arrigossi
- Giuseppe Calcagno (fino al 18 novembre 1903)
- Tancredi Canonico
- Davide Consiglio
- Antonio De Martino (fino al 1 marzo 1904)
- Giovanni Diana (fino all'8 ottobre 1903)
- Giulio Frisari
- Francesco Giuliani di San Lucido
- Riccardo Secondi (fino al 4 ottobre 1903)

### Nominati nella XIII legislatura
- Aldo Annoni (fino al 13 ottobre 1900)
- Angelo Bargoni (fino al 25 giugno 1901)
- Achille Del Giudice
- Luigi Gravina
- Giuseppe Manfredi
- Paolo Mantegazza
- Robustiano Morosoli (fino al 12 agosto 1904)
- Giuseppe Antonio Rossi
- Girolamo Boccardo (fino al 20 marzo 1904)
- Giovanni Bruzzo (fino al 28 luglio 1900)
- Cesare Bonelli (fino al 1 ottobre 1904)
- Antonio Colocci
- Luigi Cremona (fino al 10 giugno 1903)
- Pietro Manfrin
- Enrico Pessina
- Giuseppe Tornielli Brusati di Vergano
- Giovanni Thaon di Revel
- Giovanni Battista Bertini
- Bartolomeo Casalis (fino al 13 maggio 1903)
- Trojano Delfico de Filippis
- Andrea Guarneri
- Corrado Valguarnera (fino al 13 gennaio 1903)
- Emilio Pallavicini di Priola fino al 15 novembre 1901)
- Gabriele Luigi Pecile (fino al 27 novembre 1902)
- Alfonso Sanseverino Vimercati

### Nominati nella XII legislatura
- Giuseppe Verdi (fino al 27 gennaio 1901)
- Carlo Prinetti
- Pietro Compagna
- Alfonso Arborio Gattinara di Breme (fino al 10 marzo 1903)
- Francesco Ghiglieri (fino al 5 febbraio 1902)
- Giacomo Longo
- Giuseppe Piola (fino al 27 febbraio 1904)
- Luigi Ridolfi
- Michele Casaretto (fino al 1 marzo 1901)
- Mattia Farina
- Onorato Gaetani dell'Aquila d'Aragona
- Tullo Massarani
- Carlo Mezzacapo

### Nominati nell'XI legislatura
- Pasquale Atenolfi
- Stanislao Cannizzaro
- Luigi Ferraris (fino al 17 ottobre 1900)
- Francesco Vitelleschi Nobili
- Vittorio Zoppi
- Marco Boncompagni Ludovisi Ottoboni
- Gaspare Finali
- Giovanni Battista Giorgini
- Gaspare Cavallini (fino al 18 ottobre 1903)
- Fedele De Siervo
- Fedele Lampertico

### Nominati nella X legislatura
- Giuseppe Mirabelli (fino al 2 agosto 1901
- Giuseppe Devincenzi (fino al 1 aprile 1903)
- Giuseppe Gadda (fino al 2 luglio 1901)

### Nominati nella IX legislatura
- Diego Angioletti
- Giuseppe Miraglia (fino all'8 gennaio 1901)
- Giuseppe Saracco
- Luigi Michiel

### Nominati nell'VIII legislatura
- Raffaele Bonelli (fino al 28 marzo 1903)
- Luigi Tanari (fino al 3 aprile 1904)
- Giulio Benso Della Verdura (fino al 21 giugno 1904)
- Gaetano Moscuzza
- Giuseppe Scarabelli

### Nominati nella VII legislatura
- Luigi Guglielmo Cambray-Digny
- Giovanni Battista Camozzi Vertova
- Carlo d'Adda (fino al 25 giugno 1900)

## 1900
- Silvio Arrivabene Valenti Gonzaga
- Giovanni Baccelli
- Luigi Bodio
- Carlo Borgatta
- Onorato Caetani
- Michele Cardona
- Giuseppe Carnazza Puglisi
- Michele Carta Mameli
- Giannetto Cavasola
- Pacifico Ceresa
- Michele Chiesa
- Giacinto Cibrario
- Gino Cittadella Vigodarzere
- Giuseppe Cognata
- Giuseppe Colombo
- Prospero Colonna
- Enrico Curati
- Pietro D'Ayala Valva
- Pietro Di Marco
- Francesco Doria d'Eboli
- Luigi Durand de la Penne
- Nicola Farina
- Eugenio Figoli des Geneys
- Antonio Fogazzaro
- Leone Fontana
- Secondo Frola
- Carlo Francesco Gabba
- Gian Francesco Gherardini
- Carlo Ginori
- Camillo Golgi
- Alessandro Guiccioli
- Odoardo Luchini
- Edoardo Maragliano
- Annibale Marazio
- Luigi Miraglia
- Costantino Morin
- Raffaele Nannarone
- Carmelo Patamia
- Ettore Ponti
- Coriolano Ponza di San Martino
- Gualtiero Sacchetti
- Tancredi Saletta
- Giuseppe Schininà di Sant'Elia
- Paolo Thaon di Revel
- Pietro Tortarolo
- Ottone Secondo Tournon
- Francesco Trinchera
- Giuseppe Vaccaj
- Giuseppe Vigoni
- Alfonso Visocchi

## 1901
- Alfonso Badini Confalonieri
- Nicola Balenzano
- Giuseppe Besozzi
- Francesco Cagnola
- Camillo Candiani
- Evandro Caravaggio
- Luigi Cavalli
- Valentino Cerruti
- Paolo Clementini
- Florestano De Larderel
- Francesco De Seta
- Paolo Fabrizi
- Lucio Fiorentini
- Antonio Gandolfi
- Augusto Lorenzini
- Giovanni Mariotti
- Mario Martelli
- Giuseppe Mussi
- Francesco Parona
- Giuseppe Pasolini Zanelli
- Silvestro Picardi
- Antonio Ponsiglioni
- Guglielmo Pucci
- Nicolò Quartieri
- Giuseppe Resti Ferrari
- Vincenzo Riolo
- Luigi Rossi
- Giacomo Sani
- Tommaso Senise
- Nicola Vischi

## 1902
- Giorgio Arcoleo
- Giovanni Cadolini
- Emilio Caracciolo di Sarno
- Achille De Giovanni
- Pasquale Del Giudice
- Giovanni Facheris
- Giuseppe Ottolenghi
- Giuseppe Tasca Lanza
- Tommaso Tittoni

## 1903
- Carlo Mirabello
- Ettore Pedotti

## 1904
- Giovanni Alfazio
- Edoardo Arbib
- Nicolò Avarna
- Luigi Avogadro di Collobiano Arborio
- Antonio Baldissera
- Edoardo Bassini
- Teodorico Bonacci
- Giacomo Calabria
- Riccardo Carafa
- Raffaele Caruso
- Vincenzo Colmayer
- Alessandro D'Ancona
- Giuseppe De Marinis
- Luigi Dei Bei
- Giovanni Galeazzo Frigerio
- Carlo Alberto Gerbaix de Sonnaz
- Luigi Luciani
- Angelo Mosso
- Ippolito Niccolini
- Giuseppe Palumbo
- Oronzo Quarta
- Felice Racagni
- Vittorio Scialoja
- Giovanni Severi
- Ferdinando Siccardi
- Camillo Tassi
- Leonardo Tommasi
- Alberto Treves de Bonfili
- Giuseppe Veronese
- Ercole Vidari